# Szárazvámtanya
Szárazvámtanya románul: Vama Seacă, falu Romániában, Erdélyben, Fehér megyében.

## Fekvése
Marosújvártól délkeletre, Ispánlaka mellett fekvő település.

## Története
Szárazvámtanya, Szárazvám 1910-ben és 1913-ban  Ispánlaka része volt. 1910-ben 143 lakosából 134 román, 9 magyar volt. 1956-ban vált külön 313 lakossal.
1966-ban 278 lakosából 262 román, 16 magyar, 1977-ben 285 lakosából 274 román, 11 magyar, 1977-ben 243 lakosa volt, ebből 234 román, 9 magyar, a 2002-es népszámláláskor pedig 234 lakosából 227 volt román és 7 magyar.